# Hans Christensen (1781-1868)
 For alternative betydninger, se Hans Christensen. (Se også artikler, som begynder med Hans Christensen)
Hans Christensen (10. januar 1781 i Vejstrup, Svendborg Amt – 1. juli 1868) var en dansk gårdejer, politiker og stamfader til en hel slægt af fynske politikere.
Han var søn af gårdfæster Christen Hansen (1730-1796) og Ingeborg Nielsdatter. Efter faderens død styrede han gården for moderen, købte den senere til selveje og var en dygtig og oplyst landmand (den første bonde på egnen, som merglede sin jord). Christensen ægtede 1809 en gårdmandsdatter fra Vejstrup, Ane Nielsdatter (1782-1875).
1827 blev han sognefoged (indtil 1848) og lærte sig da at skrive. Han var allerede fra barnsben politisk vakt og så løsningen af stavnsbåndet som første skridt på vejen mod bøndernes frigørelse. Anordningen af 28. maj 1831 om etableringen af rådgivende provinsialstænderforsamlinger opfyldte ham derfor med glæde og forventning, og da forordningen af 15. maj 1834 udkom, blev han samme år med 385 stemmer valgt som deputeret for de mindre landejendomsbesiddere i Østifternes 14. valgkreds, og han gav møde ved stænderforsamlingerne i Roskilde 1835-36, 1838 og 1840. I forsamlingen tog han ordet for ændringer i jagtretten, for hoveriets afskaffelse og selvejendoms fremme. Han støttede også 1844-46 planen om at opkøbe og udstykke herregårde, som var blevet fremsat af lærer Rasmus Sørensen fra Venslev. En aktieforening til formålet blev dannet, men strandede. Christensen blev også 1846 distriktsformand i Bondevennernes Selskab samt gennemrejste hele Fyn for at vække sine standsfæller til politisk liv. Denne aktivitet var ikke helt ufarlig, for det såkaldte bondecirkulære, udstedt af regeringen den 8. november 1845, forbød afholdelse af møder angående bondestandens retsforhold uden politimesterens særlige tilladelse, og selv med denne tilladelse var det forbudt nogen som helst uden for sognet at deltage i forsamlingen.
1848 valgtes Christensen til den grundlovgivende Rigsforsamling med 606 stemmer mod 258, der faldt på modkandidaten, seminarieforstander, pastor D.A. Holberg i Skårup og tog endnu 1855 og 1865-66 del i valgkampene. I kirkelig henseende sluttede han sig til den grundtvigske retning og virkede ivrig for dens friskoler og folkehøjskoler. Ved sit guldbryllup 1859 skænkede han en formue til oprettelsen af børneskoler i denne ånd. Han døde 1. juli 1868.
Af hans sønner var Christen Hansen, gårdejer og sognefoged i Vejstrup, landstingsmand 1859-66, og Niels Hansen, gårdejer og sognefoged i Oure, landstingsmand 1870-78 og amtsrådsmedlem siden 1859. Senere slægtsled blev også politikere.